# Sozialtherapeutische Anstalt
Eine Sozialtherapeutische Anstalt oder abgekürzt SothA ist eine Sonderform des Strafvollzuges, die sich mit besonderen therapeutischen Mitteln und sozialen Hilfen rückfallgefährdeten Straftätern widmet. Die Einrichtung ist gesetzlich vorgeschrieben.

## Rechtliche Grundlagen
Mit der Großen Strafrechtsreform wurde ein neuer § 65 Strafgesetzbuch beschlossen, der die sozialtherapeutischen Anstalten vorsah; nach mehrmaliger Verschiebung seines Inkrafttretens wurde er 1984 wegen des Mangels an Therapieplätzen aufgehoben.
Man hatte damals erkannt, dass es verschiedene Gruppen von (rückfallgefährdeten) Straftätern gibt, die ohne die speziellen Hilfestellungen der Sozialtherapeutischen Anstalten nicht aus eigener Kraft aus der Straffälligkeit herauskommen, sei es, weil ihre Persönlichkeit gestört ist, oder sie mit ihren erworbenen Verhaltensweisen das Leben nicht sozialverträglich bewältigen können.
Zu Beginn der 1970er Jahre in den meisten Bundesländern Sozialtherapeutische Anstalten eingerichtet. 1977 wurde die Unterbringung in einer Sozialtherapeutischen Anstalt als vollzugsinterne Verlegung im Strafvollzugsgesetz geregelt (§ 9 StVollzG).
Dabei handelte es sich zunächst um eine bloße Kann-Vorschrift, die es ermöglichte, einen Gefangenen zu verlegen, „wenn die besonderen therapeutischen Mittel und sozialen Hilfen einer solchen Anstalt zu seiner Resozialisierung angezeigt sind.“ Mit dem „Gesetz zur Bekämpfung von Sexualdelikten und anderen gefährlichen Straftaten“ vom 28. Januar 1998 (BGBl. I S. 160) haben sich die Aufgabenstellungen der Sozialtherapeutischen Anstalten und Abteilungen deutlich verändert. Die bisherige Regelung wurde durch eine verpflichtende Vollzugslösung (§ 9 Abs. 1 StVollzG) ergänzt, die für Sexualstraftäter mit Verurteilungen zu mehr als zwei Jahren Freiheitsstrafe einen Rechtsanspruch auf Verlegung in eine Sozialtherapeutische Einrichtung bei Angezeigtheit der Behandlung vorsieht.
Nachdem die Gesetzgebungskompetenz für den Strafvollzug im Rahmen der Föderalismusreform 2006 vom Bund auf die Länder übertragen wurde, finden sich auch in den jeweiligen Landesgesetzen ähnliche Bestimmungen über Sozialtherapeutische Einrichtungen im Erwachsenen- sowie im Jugendstrafvollzug.

## Sozialtherapeutische Einrichtungen in Deutschland
Haftplätze in Sozialtherapeutischen Einrichtungen des Strafvollzuges werden entweder in eigenen Sozialtherapeutischen Anstalten (z. B. Justizvollzugsanstalt Erlangen) oder in speziellen Abteilungen des Regelvollzuges angeboten. Während früher die Anzahl der Anstalten überwog, gibt es im März 2018 in Deutschland 6 selbständige und 63 unselbständige Sozialtherapeutische Einrichtungen, die insgesamt 2.395 Haftplätze zur Verfügung stellen. Rund 49 % der Plätze wurden 2018 von Sexualstraftätern belegt, gefolgt von den Verurteilten wegen Tötungsdelikten mit rund 24 %.

## Haftplatzentwicklung
Seit der gesetzlichen Einführung einer verpflichtenden sozialtherapeutischen Behandlung von Sexualstraftätern im Jahre 1998 stieg die Zahl der verfügbaren Haftplätze in der Sozialtherapie von ursprünglich zirka 900 Plätzen in 20 Einrichtungen im Jahre 1997 auf 2.395 Plätze in 69 Einrichtungen im Jahr 2018, von denen 2.032 belegt waren.
In den letzten Jahren ist es nach der Entscheidung des Bundesverfassungsgerichts vom 31. Mai 2006 (2 BvR 1673/04) vor allem im Bereich des Jugendstrafvollzuges zu einem Ausbau der Sozialtherapie gekommen. 2018 gab es hier 471 Plätze, was einem Anteil von 19,7 % an den Gesamtplätzen entspricht.
Im Frauenvollzug standen 2018 lediglich 95 Plätze zur Verfügung.
Von den insgesamt zur Verfügung stehenden Haftplätzen entfielen im Jahr 2018 75 auf den offenen Vollzug, der Rest wurde im geschlossenen Vollzug zur Verfügung gestellt.

## Ausstattung
Größe, Gestaltung und Programm dieser Einrichtungen sind sehr heterogen, dennoch hat sich in der Vergangenheit eine gewisse Standardisierung durch die Akzeptanz sogenannter Mindestanforderungen ergeben, die vom Arbeitskreis Sozialtherapeutische Anstalten im Justizvollzug e. V. entwickelt wurden. Jährliche Umfragen der Kriminologischen Zentralstelle zeigen, dass diese Standards bezüglich Organisation und Struktur sowie Dokumentation und Evaluation bereits von über 50 % der Einrichtungen erfüllt werden. Ein Defizit zeigt sich jedoch bei den personellen Mindestanforderungen, die gegenwärtig nur etwa 33 % erfüllen.

## Wirksamkeitsforschung
Zur Beurteilung der Wirksamkeit sozialtherapeutischer Straftäterbehandlung liegen seit den 1970er Jahren zahlreiche Untersuchungen vor. Meta-Evaluationstudien ergaben einen moderaten Haupteffekt der Sozialtherapie in Höhe von 8 bis 14 % (z. B. weniger Rückfall im Vergleich zum Regelvollzug). Für Straftäter mit hoher Rückfallgefahr gilt die Sozialtherapie im Justizvollzug nach Ansicht von Experten als wesentliches Instrument zur Senkung von Rückfälligkeit. Der Erfolg einer sozialtherapeutischen Behandlung hängt in vielen Fällen jedoch nicht zuletzt von der Nachsorge entlassener Gefangener ab. Hier war in den letzten Jahren ein Anstieg zu verzeichnen (2009: 192 Personen; 2010: 216 Personen; 2011: 270 Personen).